# Jordan Aviation
Jordan Aviation (PSC) è una compagnia aerea charter con sede ad Amman, in Giordania. Opera voli charter in tutto il mondo, fornisce servizi di wet lease alle principali compagnie aeree in cerca di capacità aggiuntiva ed è anche un importante fornitore di trasporto aereo per le forze di pace delle Nazioni Unite.
La sua base principale è l'aeroporto Internazionale Regina Alia (AMM/OJAI), Amman, da dove opera la sua flotta di aeromobili wide body e narrow body. Inoltre ha un proprio MRO che fa parte del suo Operations & Technical Center aperto nell'ottobre 2010.

## Storia
La compagnia aerea è stata fondata nel 1998 ed ha ottenuto il certificato di operatore aereo nel 2000, iniziando le operazioni nell'ottobre dello stesso anno. Ha lanciato servizi da Amman come prima compagnia aerea charter privata in Giordania. Jordan Aviation gestisce una variegata rete di rotte con un COA mondiale. I Peacekeepers delle Nazioni Unite vengono trasportati ampiamente sui vari aeromobili della flotta e la compagnia è anche coinvolta in operazioni di wet lease per vettori aerei che necessitano di capacità extra. Anche i voli charter durante le vacanze sono operati dalla sua base ad Amman. Jordan Aviation è di proprietà di Mohamed Al-Khashman (presidente e amministratore delegato) e Hazem Alrasekh, e ha oltre 900 dipendenti (a giugno 2012). Un Airbus A330-200 è arrivato nel marzo 2012 e questo è stato seguito da altri aeromobili che hanno permesso un rinnovamento della flotta: un Airbus A320-200 e un Boeing 737-300.

## Flotta

### Flotta attuale

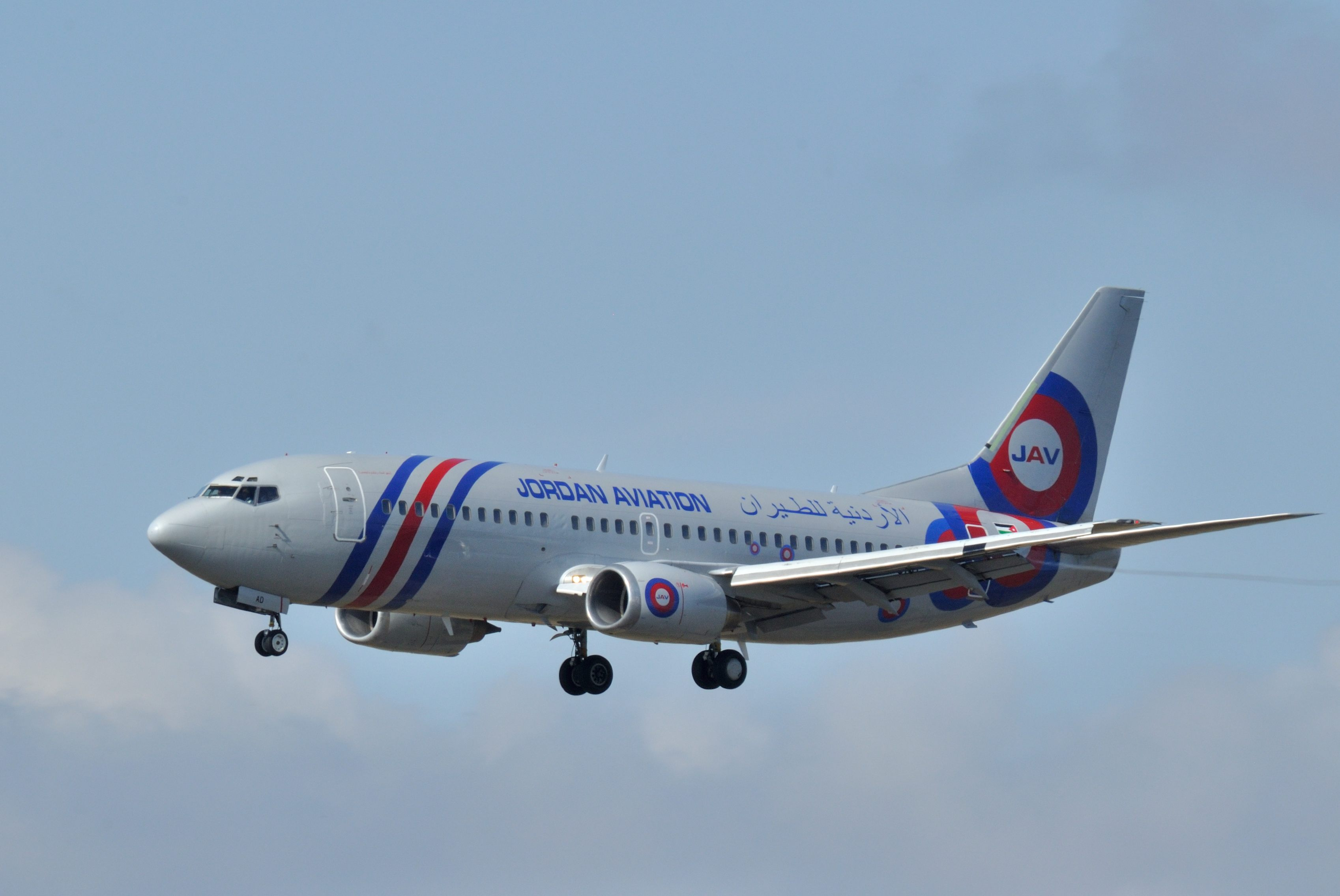
Un Boeing 737-300 con la livrea in uso dal 2011 al 2021.

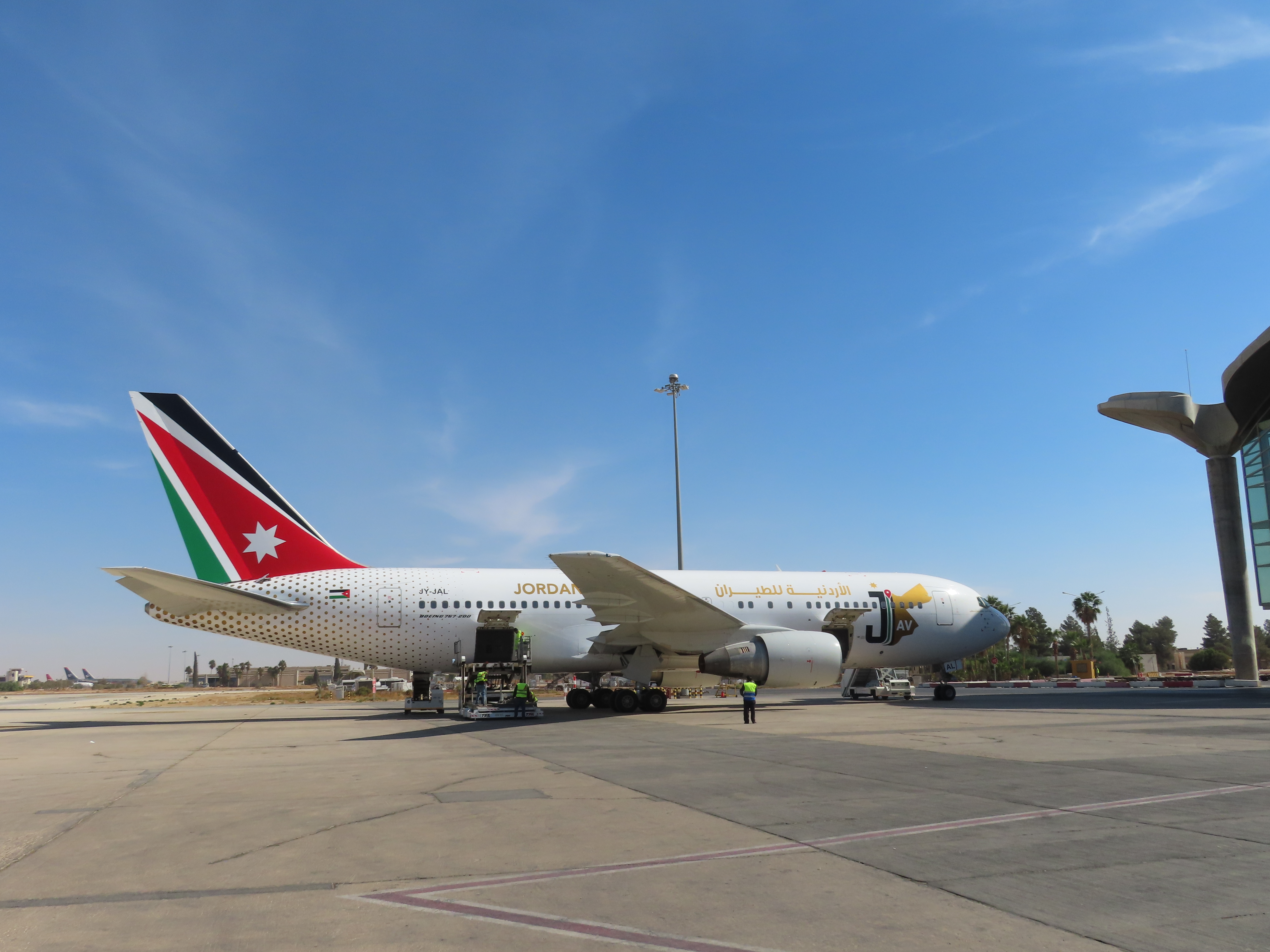
Un Boeing 767-200ER nella livrea attuale.

Ad ottobre 2024 la flotta di Jordan Aviation è così composta:

### Flotta storica

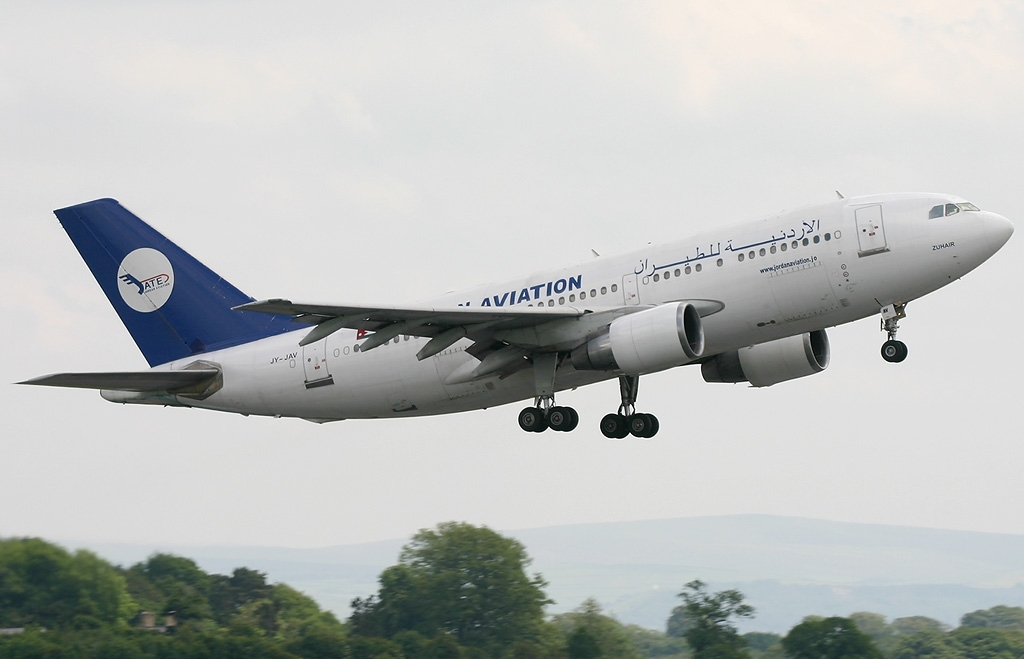
L'Airbus A310-300.

Jordan Aviation operava in precedenza con i seguenti aeromobili: